# St-Pierre (Gironville-sur-Essonne)

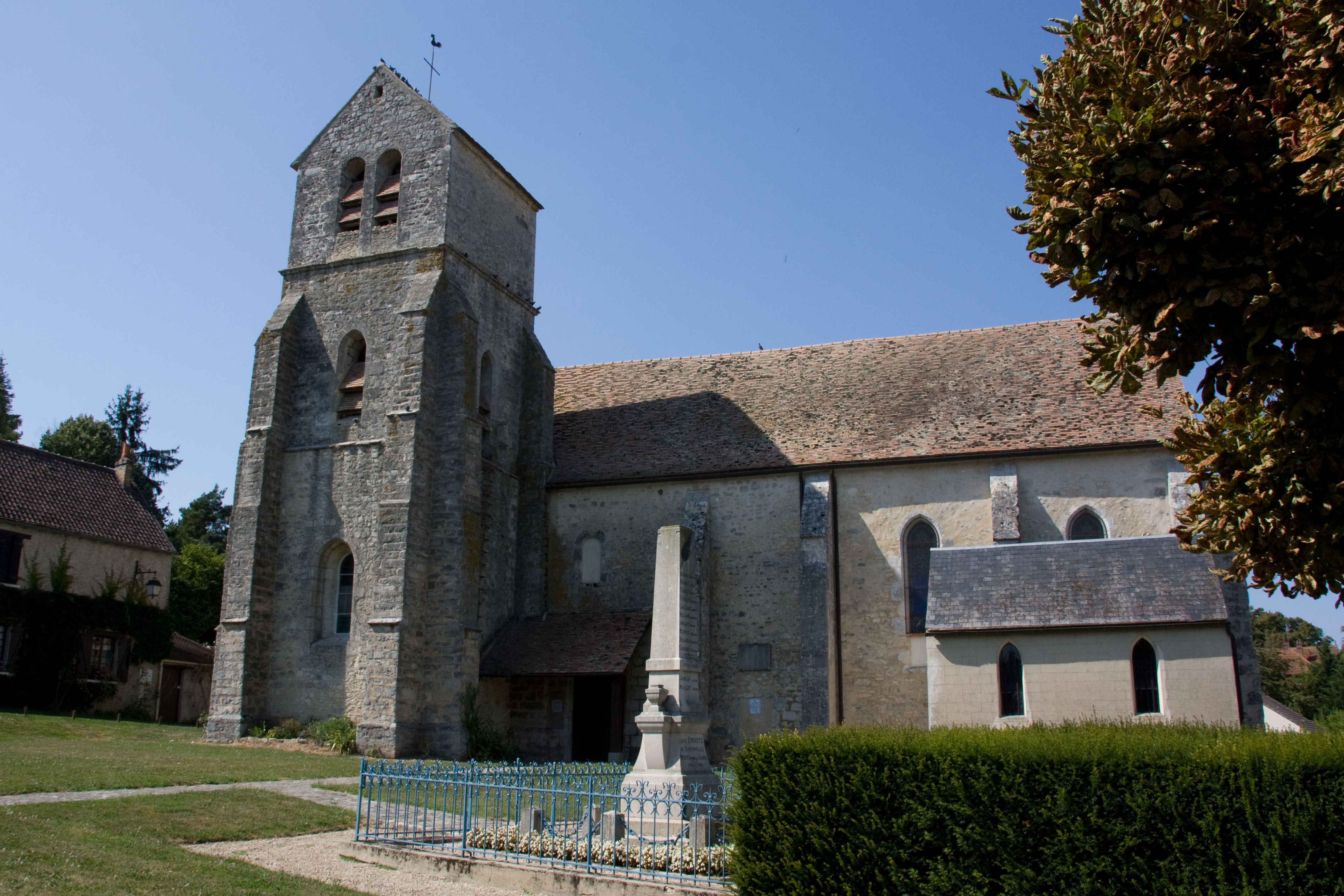
Kirche St-Pierre in Gironville-sur-Essonne mit Kriegerdenkmal im Vordergrund

Die Pfarrkirche St-Pierre in Gironville-sur-Essonne, einer französischen Gemeinde im Département Essonne in der Region Île-de-France, wurde vom 11. bis 15. Jahrhundert errichtet. Die dem Apostel Petrus geweihte Kirche wurde 1984 als Monument historique in die Liste der Baudenkmäler in Frankreich aufgenommen.
Der älteste Teil der Kirche ist das Schiff aus dem 11. Jahrhundert. Der gotische Chor aus dem 13./14. Jahrhundert besitzt einen flachen Abschluss. Im Chor sind noch Kapitelle aus der Erbauungszeit vorhanden.
Der rechteckige Glockenturm an der Südseite aus dem 13. Jahrhundert besitzt Strebepfeiler und wird von einem Satteldach gedeckt. An der gleichen Seite wurde im 19. Jahrhundert eine Sakristei angebaut.

## Ausstattung
Von der Ausstattung sind erwähnenswert:
- Holzskulptur des Apostels Petrus aus dem 17. Jahrhundert
- Marmornes Taufbecken aus dem 18. Jahrhundert
- Bleiglasfenster aus dem 19. Jahrhundert, die vom Atelier Gesta in Toulouse gefertigt wurden